# Oosterscheldekering

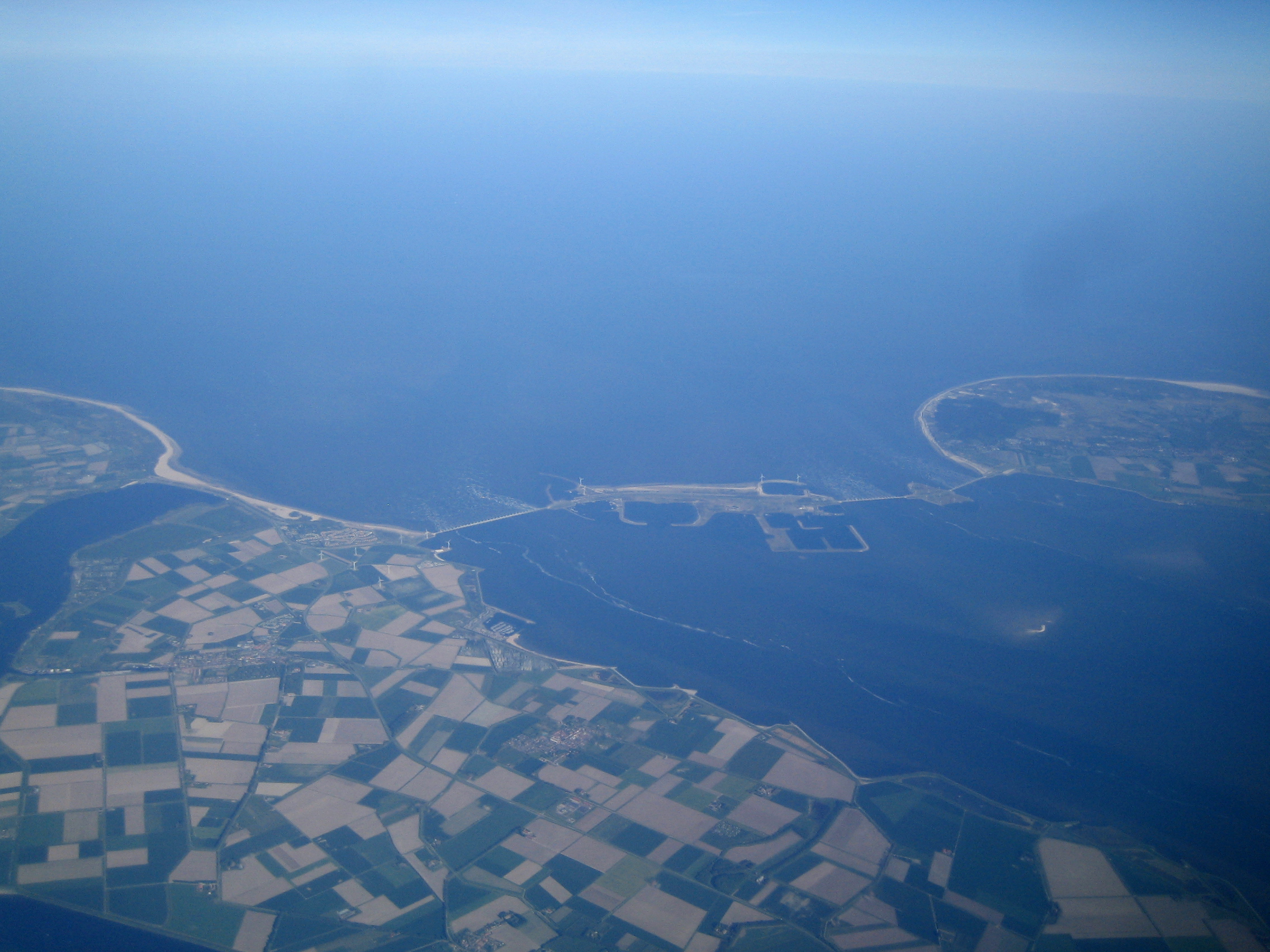
Oosterscheldekering (uprostřed)

Oosterscheldekering je protipovodňová zábrana (přehrada) v ústí východního ramene řeky Šelda v provincii Zeeland v Nizozemsku. Je zároveň největší stavbou projektu Deltawerken. Zároveň také slouží jako 9 km dlouhé silniční spojení mezi Schouwen-Duiveland a severním Bevelandem a je částí státní silnice N57.

## Úvod

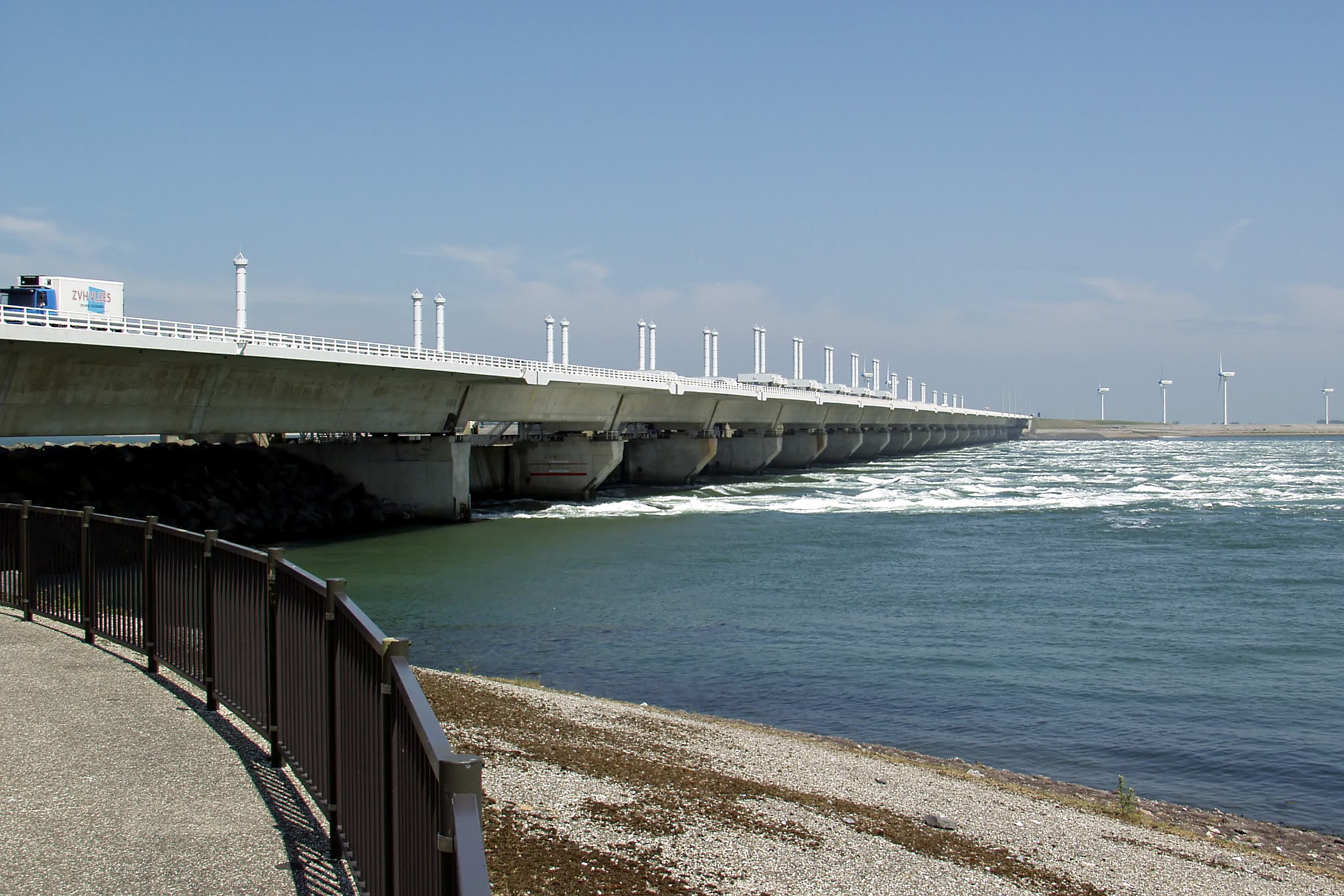
Oosterscheldekering

Tato protipovodňová zábrana obsahuje obrovské posuvné stěny, které se při velkých bouřích a při jarních záplavách uzavírají, aby se velká voda nedostala zpět do řeky. Při očekávané hladině vody +3 metry nad NAP (běžná amsterdamská výška hladiny) dochází k uzavření stěn (ať už manuálně nebo automaticky, pokud nikdo není přítomen). Od uvedení do provozu byly stěny zavřeny 26krát (viz níže), testovací uzavření nejsou započítána.
Zcela jistě je tato stavba nejpozoruhodnější protipovodňovou stavbou v celém Nizozemsku. Komplex všech staveb Deltawerken byl zařazen americkou společností pro stavební inženýrství na seznam novodobých sedmi divů světa.

## Historické pozadí

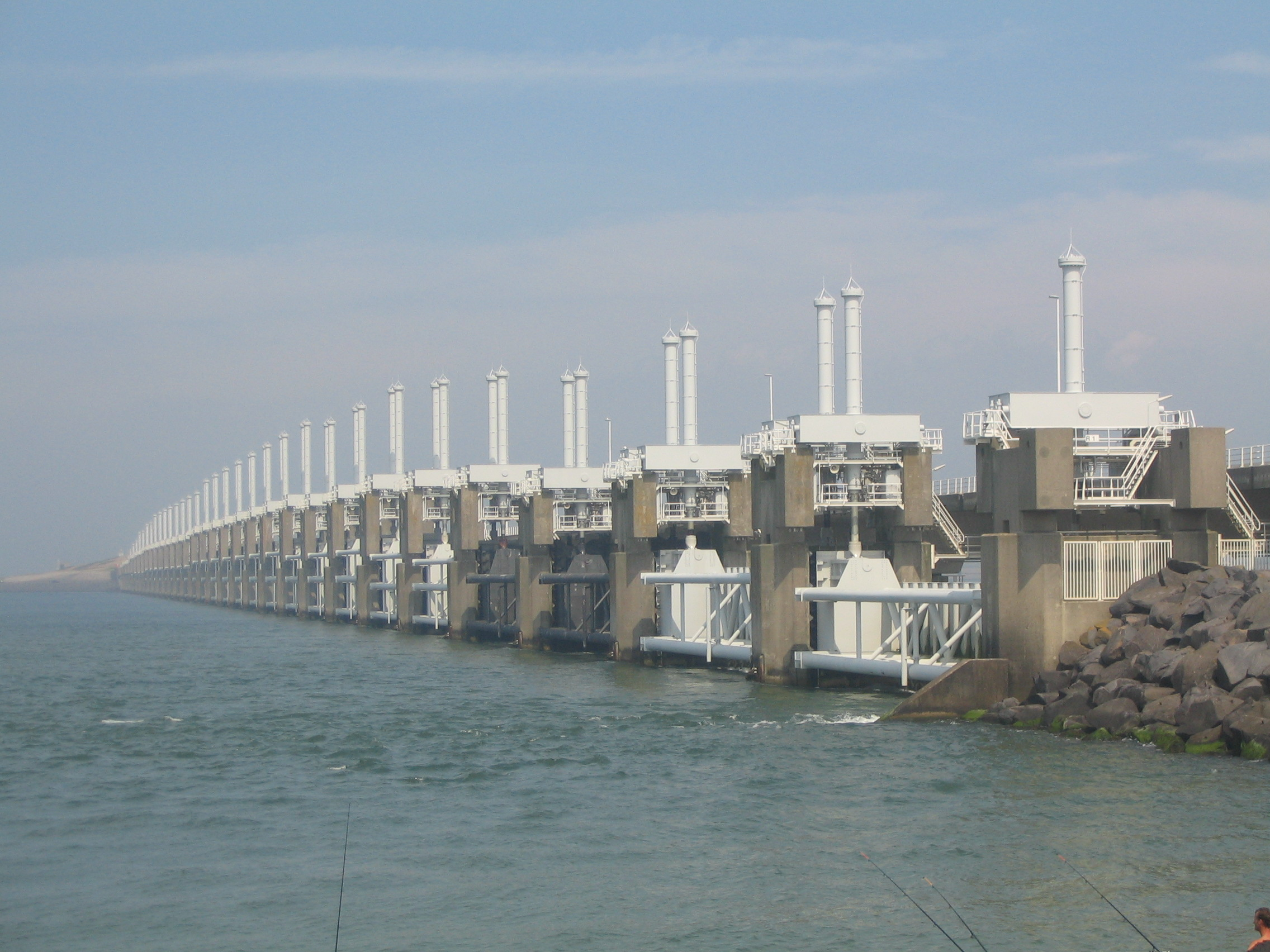
Celkový pohled

Od momentu, kdy se první obyvatelé usadili v Nizozemí, začal boj s vodou. Lidé bydleli na vysokých písečných březích, kde se živili lovem, rybolovem a skromným zemědělstvím. Stavěli si únikové kopce (vliedberg) , na které prchali před vysokou vodou. Po příchodu Římanů se v Nizozemí začaly objevovat první opravdové vodní stavby.
Trvalo to přibližně do desátého století n. l. než obyvatelé přešli ke stavbě přehrad: první se objevovaly podél pobřeží, jednalo se o jednoduché hráze postavené s pomocí lopat a košů zranitelné každým vážným přívalem vody. Kvůli přehrazování, o které se zejména zasadily kláštery, se hromadila nadbytečná vnitřní voda, která musela být odváděna. Zpočátku byly stavěny odvodňovací zdymadla, která umožňovala odtok vody z polderů při nízkém stavu vnější vody. Asi před 600 lety byly vynalezeny první větrné mlýny, což umožňovalo vysušovat další níže položené poldery.
V raném středověku dávaly primitivní hráze jen chabou a prolomitelnou ochranu proti moři. Nebylo století ve kterém by zem nebyla postižena záplavami. Mezi lety 1000 a 1953 byla zem v západním Nizozemí postižena 111 silnými a méně silnými záplavami. Bouře které je způsobily nesly jména jako záplava Sv. Aechtena (1288), Sv. Elizabety (1421), Sv. Felixe (1530) a záplava všech svatých (1570). Tyto záplavy měly za následek mnoho obětí, části země mizely pod vodou – to určovalo z převážné části kontury "nízké země".
Do dvacátého století docházelo v Nizozemí k záplavám: v roce 1906, 1916 a v roce 1953, kdy došlo v noci ze soboty na neděli 1. února k největší katastrofě posledních století. Dlouhotrvající bouře přicházející od severozápadu zvedla hladinu vody na 4 až 5 metrů nad normální hladinu moře v Amsterodamu (NAP – Normaal Amsterdams Peil). Uprostřed noci, zatímco většina lidí spala, přetekla voda přes přehrady a zničila je. Moře si vytvořilo 67 velkých děr a více než 400 menších a potopila více než 200 tisíc hektarů úrodné půdy s městy a vesnicemi v západním Nizozemí pod vodu. Při této katastrofě se utopilo 1835 lidí a více než 200 tisíc kusů dobytka, 72 tisíc lidí muselo být evakuováno a kolem 47 tisíc domů a hospodářských budov bylo poškozeno nebo zničeno.

## Deltaplan

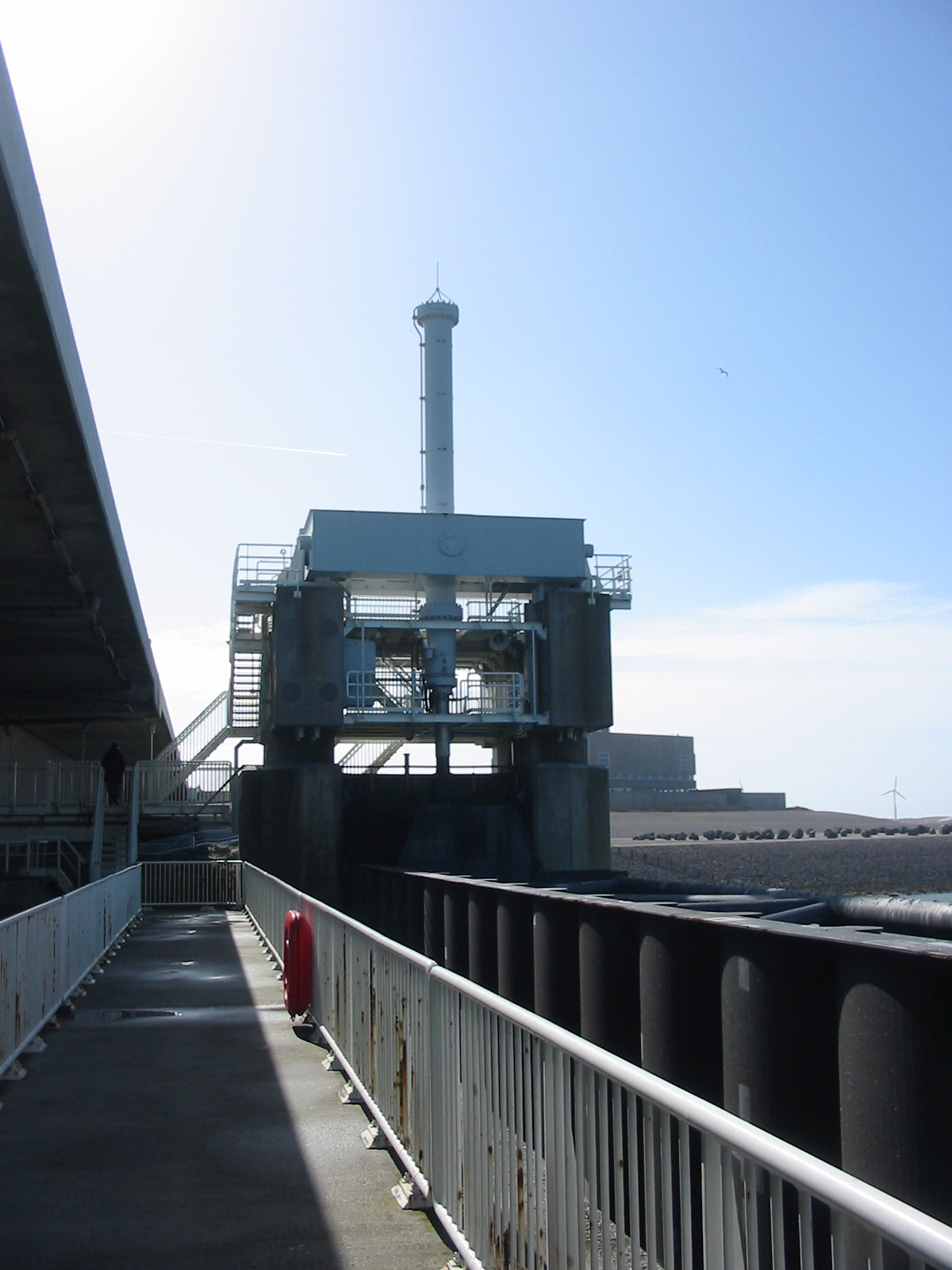
Ocelová uzavíratelná vrata

Pohromě, ke které došlo v roce 1953 muselo být v budoucnu zabráněno. S tím souhlasil každý. Speciálně ustavená Delta-komise (Deltacommissie) přišla ještě ve stejném roce s plánem. Kromě zesílení protipovodňových valů doporučila komise zkrácení pobřeží o 700 kilometrů. Východisko bylo: čím kratší pobřeží, tím jednodušší obrana. Tato zásada je v nizozemském vodním stavitelství stále více uplatňována. Hezkým příkladem je projekt Zuiderzeewerken, konkrétněji přehrady Afsluitdijk z roku 1932, která oddělila zátoku Zuiderzee od Severního moře a vzniklo tak jezero Ijsselmeer. Přitom byla délka mořského pobřeží zkrácena o 360 kilometrů a nebezpečí záplav bylo podstatně zmenšeno.
Komise chtěla úplně uzavřít zátoky v oblasti delty a zvednout výšku protipovodňových valů na tzv. výšku Delty (Deltahoogte). Cílem byla hladina vody 5 metrů nad NAP u Hoek van Holland. Pravděpodobnost záplav by tím klesla na 1/4000 za rok pro oblast delty a severu a 1/10000 ročně pro oblast Randstadu.
Delta zákon, který vyplynul z plánů komise byl konečně v roce 1958 přijat parlamentem. Kromě bezpečnosti měl Deltaplan přinést i další výhody: zlepšení vodohospodářství ve velké části země, omezení zasolování, dostupnost sladké vody pro zemědělství, nové rekreační oblasti a díky silnicím vedoucím po přehradách i lepší spojení s jihozápadním Nizozemím.
Pro nizozemské vodní stavitelství byl Deltaplan velkým posláním. Žádný národ na Zemi nezkoušel nikdy předtím přehradit tak hluboké mořské zátoky.

## Od uzavřené k polootevřené přehradě
Jako poslední část měla být přehrazena východní Šelda (Oosterschelde). To se ukázalo být nejtěžší částí Delta plánu. Ale po zkušenostech s jinými přehradami to nikdo neviděl jako problém. Jako přírodní rezervace je východní Šelda jediná svého druhu v Nizozemí. Čistá slaná voda nabízí hojnost potravy pro mnoho druhů zvířat. Ryby využívají zátoky jako líheň a ústřice a mušle jsou zde chovány ve velkých množstvích. Naplaveniny, jíly a písečné mělčiny formují důležité životní prostředí pro život ptáků.
Kdyby byla východní Šelda uzavřena přehradou, toto všechno by Nizozemí nadobro ztratilo. Unikátní jíly a naplaveniny by zmizely s tím, jak by se ztratila existence přílivu a odlivu. Voda by byla sladká a tím by zmizela i flóra a fauna potřebující ke svému životu slanou vodu. Mořské rybářství a kultura kolem mušlí a ústřic by kvůli tomu zmizela také.
Velmi rychle se však začaly objevovat hlasy za zachování otevřené východní Šeldy, díky čemuž by i dále fungoval příliv a odliv a to by umožnilo zachovat původní životní prostředí. Tlak veřejného mínění byl tak silný, že nizozemská vláda nechala vypracovat novou studii, aby zjistila, zdali je technicky možné zachovat východní Šeldu otevřenou. Cílem nebylo jen za všech okolností zachovat bezpečnost lidí zde žijících, ale také to, aby bylo zachováno původní životní prostředí. Studie ukázala, že je to opravdu možné a byla zvolena varianta protipovodňové přehrady s pohyblivými vraty. Jiná alternativa – návrh na zvýšení přehrad podél ostrovů v délce 150 km – nebyla přijata. Varianta plného uzavření, na kterou již existoval kontrakt tedy neprošel. Východní Šelda zůstala tedy otevřená, ale při bouři má možnost se uzavřít.
Na konci roku 1960 se začalo se samotným dílem. Byly postaveny umělé ostrovy Roggenplaat (1969), Neeltje Jans (1970) a Noordland (1971). Na konci roku 1973 bylo pět kilometrů z celkových 9 km přehrazeno.
V roce 1973 však došlo k masovému protestu ochránců přírody. Práce byly dočasně zastaveny v červenci 1974 v očekávání konečného rozhodnutí. Vláda jmenovala komisi zvanou Commissie Klaasesz, která měla vynést konečný posudek. V roce 1976 byly uzavřeny zbylé 4 km pomocí speciálních posuvných vrat. Tato vrata zůstávají za běžných okolností otevřena, ale při povodni nebo bouři mohou být uzavřena. Tak dochází k zachování přítoku slané vody do ústí řeky a také k zachování fungování přílivu a odlivu. Poslední zmíněná slova jsou zdůrazněna v textu, který je umístěn na ostrově Neeltje Jans: „Zde určují příliv a odliv: měsíc, vítr a my“.

## Stavba přehrady

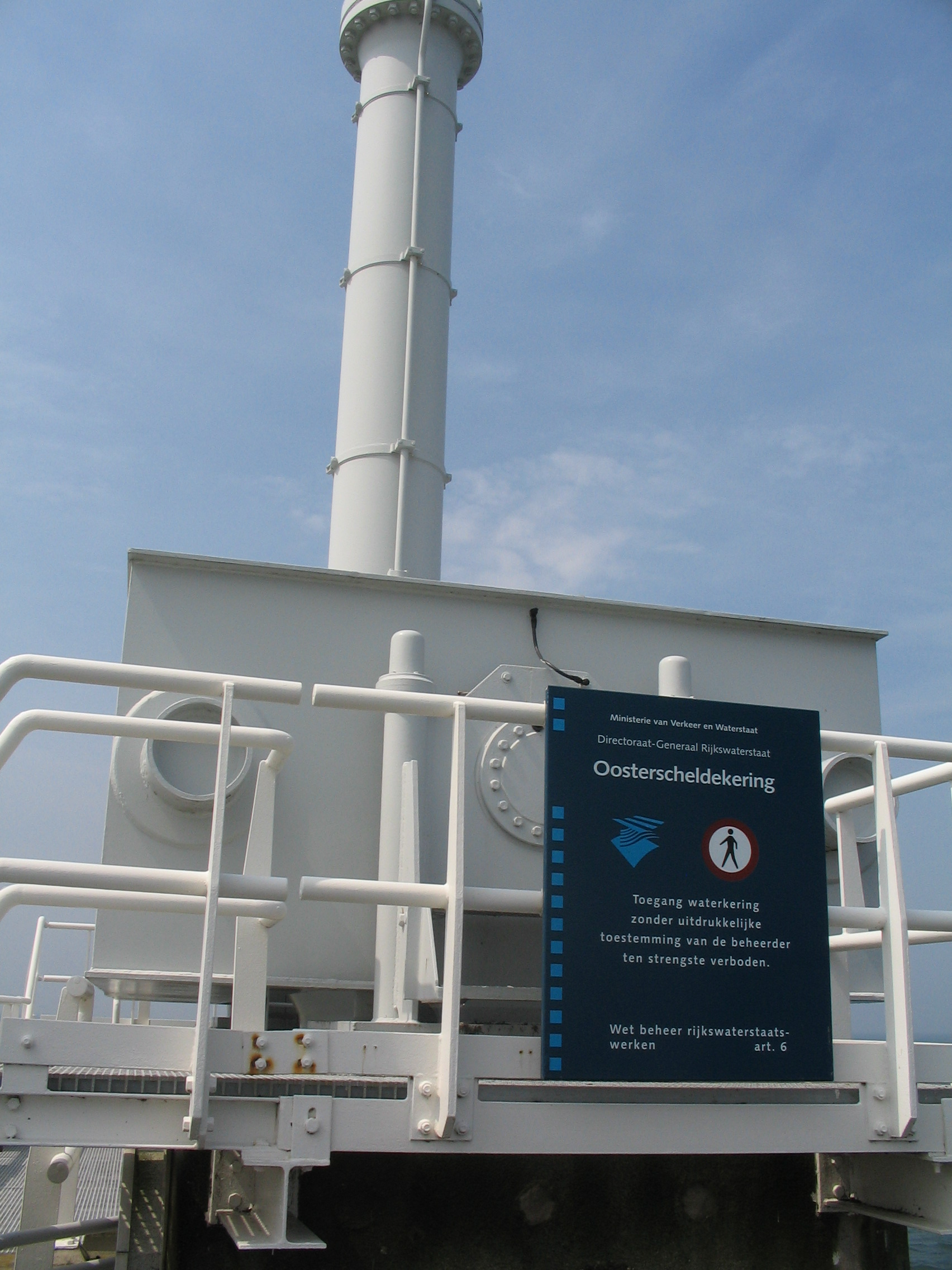
Výstražná tabulka

Stavba byla znovuzahájena roku 1976. Ke stavbě byl využit zejména umělý ostrov Neeltje Jans, na kterém byly vyrobeny obrovské betonové pilíře, které byly poté osazeny na správné místo pomocí speciální lodi nazvané „Ostrea“ (Ostrea je latinský výraz pro ústřici). Pod tyto pilíře musely být umístěny speciální rohože, které zabraňují jejich posunu po mořském písčitém dnu. Pro položení těchto rohoží byla vyrobena další speciální loď nazvaná „Cardium“. Před tímto uložením muselo být dno ještě dodatečně zpevněno, k čemuž byla použita další loď – „Mytilus“.

### Firmy, které se podílely na stavbě
- Ballast-Nedam Groep NV
- Bos Kalis Westminster Group NV
- Baggermaatschappij Breejenhout BV
- Hollandse Aanneming Maatschappij BV
- Hollandse Beton Maatschappij BV
- Van Oord-Utrecht BV
- Stevin Baggeren BV
- Stevin Beton en Waterbouw BV
- Adriaan Volker Baggermaatschappij BV
- Adriaan Volker Beton en Waterbouw BV
- Aannemerscombinatie Zinkwerken BV

## Kdy byly stěny uzavřeny

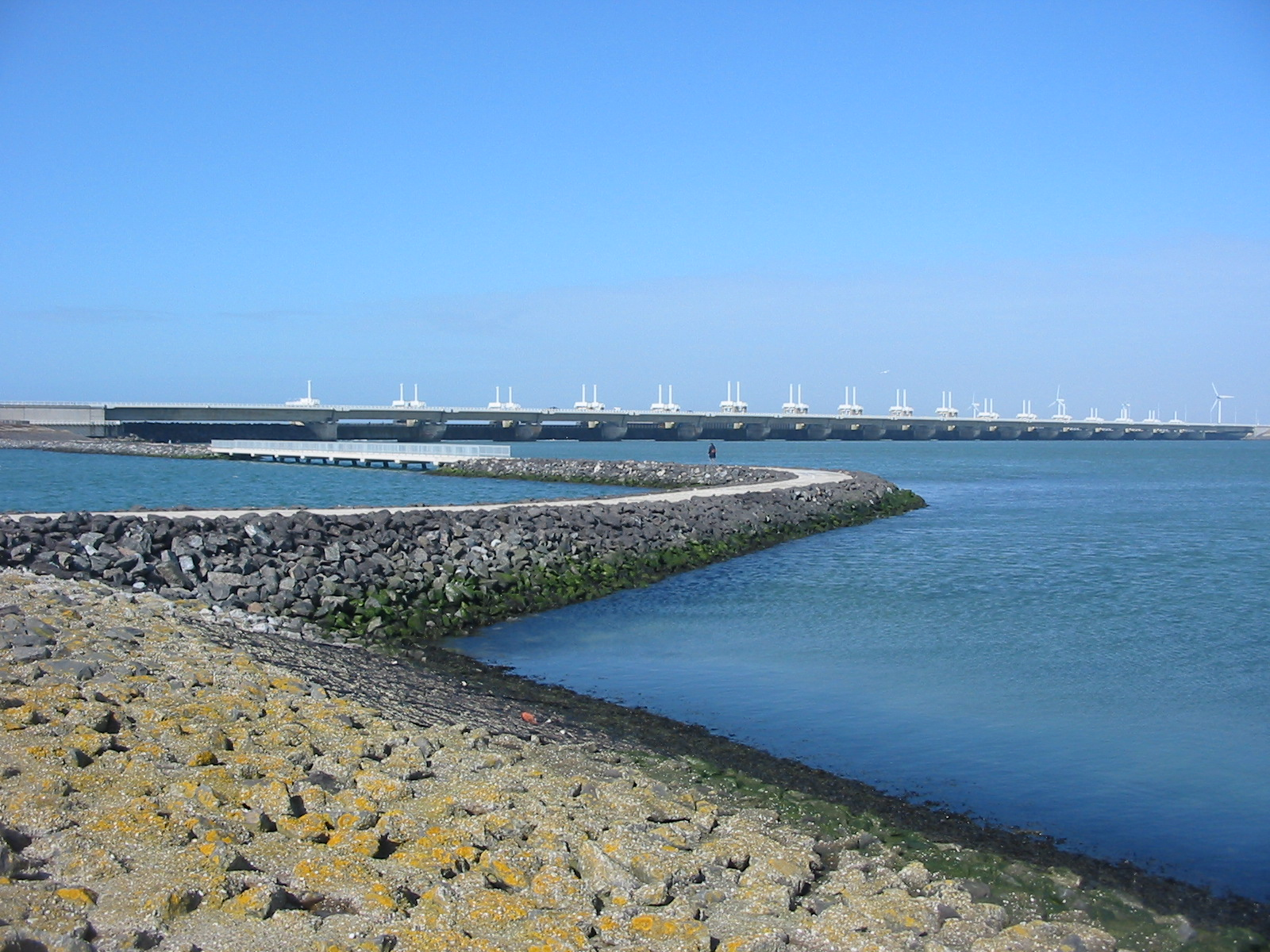
Pohled z ostrova Neeltje Jans

- 20. října 1986, hladina vody +2,94 m NAP
- 19. prosince 1986 +2,73 m
- 19. prosince 1986 +2,71 m
- 14. února 1989 +3,17 m
- 27. února 1990 +3,17 m
- 27. února 1990 +3,69 m
- 28. února 1990 +3,25 m
- 1. března 1990 +3,35 m
- 21. září 1990 +2,92 m
- 12. prosince 1990 +2,80 m
- 12. prosince 1990 +2,65 m
- 11. listopadu 1992 +3,15 m
- 25. ledna 1993 +3,25 m
- 21. února 1993 +3,13 m
- 14. listopadu 1993 +3,37 m
- 15. listopadu 1993 +3,37 m
- 28. ledna 1994 +3,49 m
- 2. ledna 1995 +3,37 m
- 2. ledna 1995 +3,11 m
- 29. října 1996 +3,13 m
- 27. října 2002 +2,55 m
- 21. prosince 2003 +3,23 m
- 8. února 2004 +3,00 m
- 8. listopadu 2007 +3,43 m
- 5. prosince 2013 +3,60 m (zpráva zde - nizozemsky
- 21. října 2014 + 3,08 m (zpráva zde - nizozemsky)